# Hang-On (jeu vidéo)
Vous lisez un « bon article » labellisé en 2019.
Pour la série de jeux vidéo, voir Hang-On.
Hang-On (ハングオン) est un jeu de course de moto développé par Sega-AM2 et édité par Sega sur borne d'arcade en juillet 1985. Le joueur pilote une moto dans une course contre-la-montre en concurrence avec d'autres motos contrôlées par l'intelligence artificielle. C'est l'un des premiers jeux d'arcade à utiliser des graphismes 16 bits et la technologie Super Scaler de Sega, qui permet une mise à l'échelle en pseudo 3D des sprites à un taux de rafraîchissement élevé. Ce jeu voit aussi l'introduction d'une borne dédiée en forme de moto, dont les mouvements que le joueur produit permettent de diriger la moto dans le jeu. Le jeu inspire par la suite la création de nombreuses bornes basées sur ce principe. Par la création de ce titre, Sega tente de concurrencer la position dominante de Namco dans le domaine des jeux de course.
Yū Suzuki, concepteur rentré chez Sega en 1983, se voit proposer un projet de jeu de moto, alors qu'il devient chef de sa division au bout de seulement un an d'ancienneté. Celui-ci lui permet d'explorer l'une de ses passions, la moto. Après quelques études, l'équipe se rend compte que la moto de vitesse est très populaire. À cette époque, la compétition reine est le GP500 (Grand Prix moto de 500 cm3) et l'univers de la moto de vitesse est dominé par Freddie Spencer, qui gagne en 1983 à l'âge de 21 ans son premier titre de champion du monde moto. Pendant tout le processus, l'équipe garde à l'esprit « Fast Freddy ». Dans le jeu, Suzuki veut reproduire la conduite de Spencer. Pour la borne, il veut donc en toute logique reproduire sa moto. La version « deluxe » de la borne est atypique et inédite à cette époque. C'est la reproduction en plastique d'une véritable moto de 500 cm3, sur laquelle le joueur monte, et qu'il peut faire bouger pour déplacer son avatar. Hang-On est donc un hommage à Freddie Spencer. Le jeu est par la suite porté sur plusieurs systèmes de jeu, consoles et ordinateur, tels que la Master System ou le MSX, ou commercialisé sous forme de jeux électroniques.
La version arcade est très bien accueillie pour son aspect atypique et novateur. La conversion sur Master System reçoit également de bonnes critiques malgré quelques bémols concernant l'absence de musique en jeu. Hang-On connait plusieurs suites. Une première est publiée en 1987 en arcade sous le titre Super Hang-On ainsi que sur deux autres systèmes d'arcade Sega, en 1987 puis en 1989, ainsi que sur console Sega et sur de nombreux ordinateurs personnels durant les années qui suivent. Hang On GP '96, une autre suite, est commercialisé sur Sega Saturn en 1995. Après Hang-On, Sega crée d'autres bornes que le joueur doit piloter : leur utilisation ne se limite pas au joystick et aux boutons. Cette série de bornes est appelée taikan et sont de véritables succès à l'instar d'Out Run et After Burner.

## Système de jeu
Hang-On est un jeu de course de moto qui se déroule sur le principe du contre-la-montre. Le jeu est affiché dans une vue à la troisième personne laissant apparaître la moto et le pilote vus de l'arrière et la route en position centrale sur l'écran. Le joueur dirige la moto "Brain MK III" et suit les sinuosités de la piste qui serpente à droite ou à gauche, ou qui va tout simplement en ligne droite. Le joueur tente de rallier le prochain checkpoint dans les temps impartis. Chaque passage aux points de contrôle permet au joueur d'avoir ses temps de référence sur le parcours. Le jeu se termine si le temps est écoulé. Le temps restant au passage d'un checkpoint est rajouté au temps du parcours suivant. Sept motos "Bomdy FC II Team" concurrentes sont gérées par l'intelligence artificielle,. Le joueur doit donc tenir compte de la présence des autres motos sur la route pour prendre la bonne trajectoire et les éviter lorsqu'il les double. Si le joueur percute une moto adverse, il est projeté avec sa moto hors de la piste et celle-ci explose,. Le retour sur la piste au guidon d'une moto prend un certain temps et représente un handicap.
Lors de chaque passage de checkpoint, le décor change. Le jeu comporte donc une seule course mais propose cinq décors différents,, : les Alpes, le Grand Canyon, une ville la nuit, un bord de mer, et un circuit. Le score est calculé en fonction de chaque dépassement, de la vitesse et du temps effectué. Certains portages, comme les versions MSX ou Master System, alternent la piste, le bord de mer, le Grand Canyon, une ville la nuit, et à nouveau un circuit. Cette dernière version propose trois niveaux de jeu et huit courses,,.

## Développement

### Genèse du projet

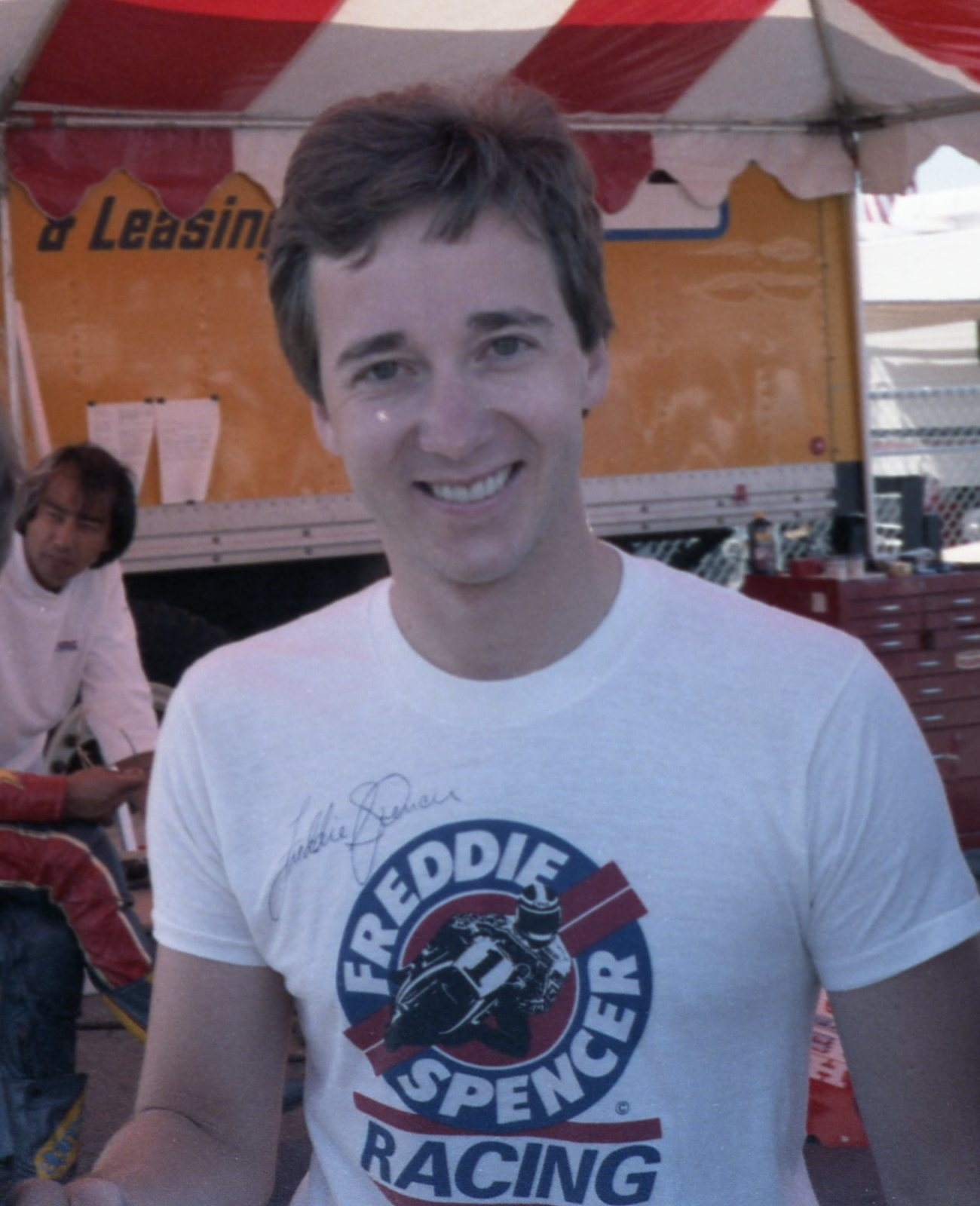
Hang-On est un hommage à l'un des meilleurs pilotes moto de l'histoire, Freddie Spencer (ici, Spencer sur le circuit de Laguna Seca en 1985).

Yū Suzuki vient de rentrer chez Sega en 1983, où il observe, travaille, progresse et apprend son métier. Il travaille notamment avec Rieko Kodama et Yoshiki Kawasaki à la conception d'un premier jeu, Champion Boxing, sorti en 1984 sur SG-1000, en arcade et sur MSX. Dès la fin de ce premier jeu, il devient chef de sa division et débute un nouveau projet, nommé « HO »,,,. Sega décide de développer Hang-On pour partie dans le but de concurrencer la position dominante de Namco dans le domaine des jeux de course, en particulier avec ses jeux Pole Position. L'idée du jeu de moto ne vient pas de Suzuki mais lui est proposée. De plus, Suzuki ne veut pas limiter le joueur aux simples joystick et boutons. Il veut fournir au joueur une expérience plutôt qu'un divertissement, et que cette expérience soit « aussi réaliste que possible ». La création des bornes taikan résulte également de l'envie de concurrencer les jeux d'arcade jouables à plusieurs qui font légion à cette époque mais aussi de l'envie de Sega d'attirer l'attention du joueur en le surprenant lorsqu'il rentre dans la salle d'arcade.
Le développement de Hang-On permet à Suzuki d'explorer l'une de ses passions, la moto qu'il pratique régulièrement. « J'adore les motos. Principalement les motos tout-terrain, comme le moto-cross, l'enduro, le Paris-Dakar », précise-t-il. L'équipe lance des recherches sur l'univers de la moto et s'aperçoit cependant que la moto de course est plus populaire que le hors-piste,. Elle approfondit ses recherches sur les motos de sport et les courses de vitesse, notamment dans le but de comprendre « pourquoi elles sont si populaires ». À cette époque, la compétition reine est le GP500 (Grand Prix moto de 500 cm3) et l'univers de la moto de vitesse est dominé par Freddie Spencer, un pilote américain, qui gagne en 1983 à l'âge de 21 ans son premier titre de champion du monde moto,. Considéré depuis comme l'un des meilleurs pilotes de l'histoire, il devient à ce moment-là le plus jeune champion du monde, détrôné seulement en 2013 par Marc Márquez,,. Surnommé « Fast Freddy », il gagne en 1985 non seulement le Championnat du monde en 500 cm3 mais aussi en 250 cm3. « Son style de conduite était tellement bon », rajoute Suzuki. Il dévoile que Hang-On est en réalité une sorte d'hommage à Spencer. En plus d'apprécier particulièrement son pilotage, Spencer pilote au guidon d'une moto de marque japonaise, une Honda, et c'est pour toutes ces raisons que Suzuki veut que le jeu lui ressemble. Pendant tout le processus, l'équipe garde à l'esprit Freddie Spencer. De plus, Suzuki attache beaucoup d'importance aux personnages humains dans ses jeux, comme le pilote dans ce jeu ou Harrier, le héros de Space Harrier. Toute cette série de jeux sont malgré tout centrés sur leur gameplay.
Le titre du jeu tire son origine de la technique de pilotage qui permet à un motard de passer un virage en minimisant la perte de vitesse. Elle consiste pour le motard à déplacer le poids de son corps dans le vide à l'intérieur du virage et à s'accrocher à sa moto lorsqu'elle est penchée, en approchant son genou du sol. Suzuki en lit la description dans un magazine japonais consacré à la moto et choisit d'appeler le jeu ainsi, Hang-On. Cependant, il apprend par la suite que la technique est appelée « hang off » et pas « hang-on » (en français « déhanché intérieur »).

### LeSuper Scaleret conception du jeu

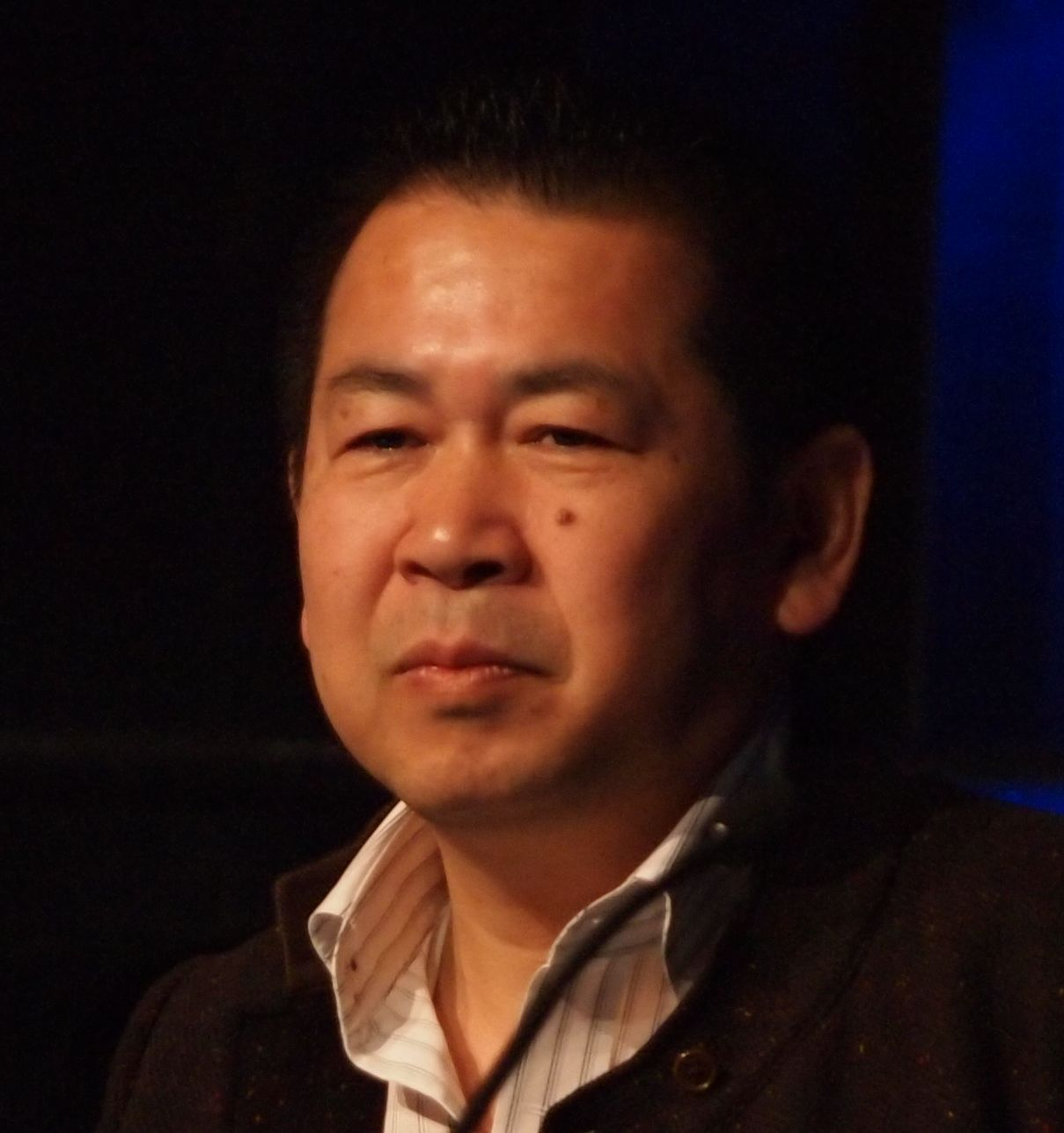
Yū Suzuki en 2011.

Dès son entrée chez Sega, Yū Suzuki veut créer un jeu en trois dimensions. Durant ses études en programmation informatique à l'université d'Okayama, Suzuki acquiert des savoir-faire théoriques en la matière qu'il veut mettre en pratique. Il y apprend par exemple à concevoir des maisons en 3D et veut donc créer des jeux sous cette forme. Mais la technologie existant à ce moment-là chez Sega n'est pas capable d'afficher une vraie 3D à l'écran. Pour réaliser un environnement en trois dimensions, Suzuki conçoit un moteur de jeu 2D capable de simuler une fausse 3D. Hang-On utilise donc un nouveau moteur, appelé Super Scaler, qui est une évolution du système d'arcade Sega VCO Object utilisé notamment pour Buck Rogers: Planet of Zoom. Ce système d'arcade est au départ appelé Sega Hang-On Hardware. Il comporte deux processeurs Motorola 68000 cadencés à 12,5 Mhz,. La puce vidéo peut gérer 128 sprites et des graphismes à couches multiples en même temps, dont un calque pour la route et une couche de texte. La plate-forme peut réaliser des zooms matériels et des ombres translucides, et le jeu est affiché dans une résolution de 320 × 224 pixels,. Le jeu est optimisé pour tirer pleinement parti de la totalité des capacités du matériel. Il est en premier lieu entièrement conçu en trois dimensions, avant d'être retranscrit par rétro-ingénierie pour fonctionner en deux dimensions. Suzuki calcule donc tout en 3D, la position, l'échelle et le taux de zoom, avant de tout transformer en deux dimensions.
Chez Sega, Suzuki acquiert rapidement l'image d'un travailleur acharné, dormant sur des épaisseurs de carton dans son bureau, tant il travaille. Même lorsqu'il dort, il s'assure d'avoir du papier et un crayon à proximité pour pouvoir noter des choses au cas où une idée lui viendrait pendant ses rêves, pratique qu'il nomme pop up. De nombreux éléments inclus dans ses créations proviennent de ses rêves. Il passe tellement de temps sur son lieu de travail que lors d'une des rares fois où il rentre chez lui, il se rend compte que l'électricité a été coupée. Suzuki fait finalement installer une douche et une salle de repos dans le bâtiment des développeurs chez Sega, tant lui et ses collègues passent du temps ensemble. Son équipe travaille même la nuit. Lui-même est très créatif entre deux et quatre heures du matin. Selon lui, durant une de ces périodes de deux heures, il produit autant qu'un travailleur classique durant deux semaines. Pendant le développement, Suzuki passe de nombreuses heures sur le prototype de sa borne d'arcade pour l'essayer. Quand Suzuki développe un jeu, il met d'abord en place son concept sans se préoccuper des capacités matérielles. S'il fait face à des fonctionnalités qui ne peuvent être exécutées, il en discute avec les ingénieurs qui conçoivent la plate-forme afin de savoir comment il est possible de les réaliser, tout en utilisant ses connaissances en matière de graphismes sur ordinateur.
Les adversaires sont placés judicieusement de façon que le joueur soit obligé de prendre la meilleure trajectoire. L'impression de vitesse est donnée grâce au zoom sur les motos, au défilement des vibreurs et des éléments sur le bord de la piste. L'arrière-plan est composé de plusieurs couches en défilement parallaxe, technique permettant le défilement de ces différentes couches à des vitesses différentes pour simuler l'effet de profondeur. Les arrière-plans d'Hang-On sont plutôt vides, mais la technologie évolue et dans les jeux suivants de Suzuki, les décors deviennent plus complets. Les abords de la piste comportent différents panneaux de publicité, à l'instar des circuits de sports mécaniques. Ainsi figurent des reproductions des logos des marques Bridgestone, Shell, Garelli, JPS, Forum, mais aussi Marlboro (sous l'appellation « Marbor »).

### Le premiertaikan

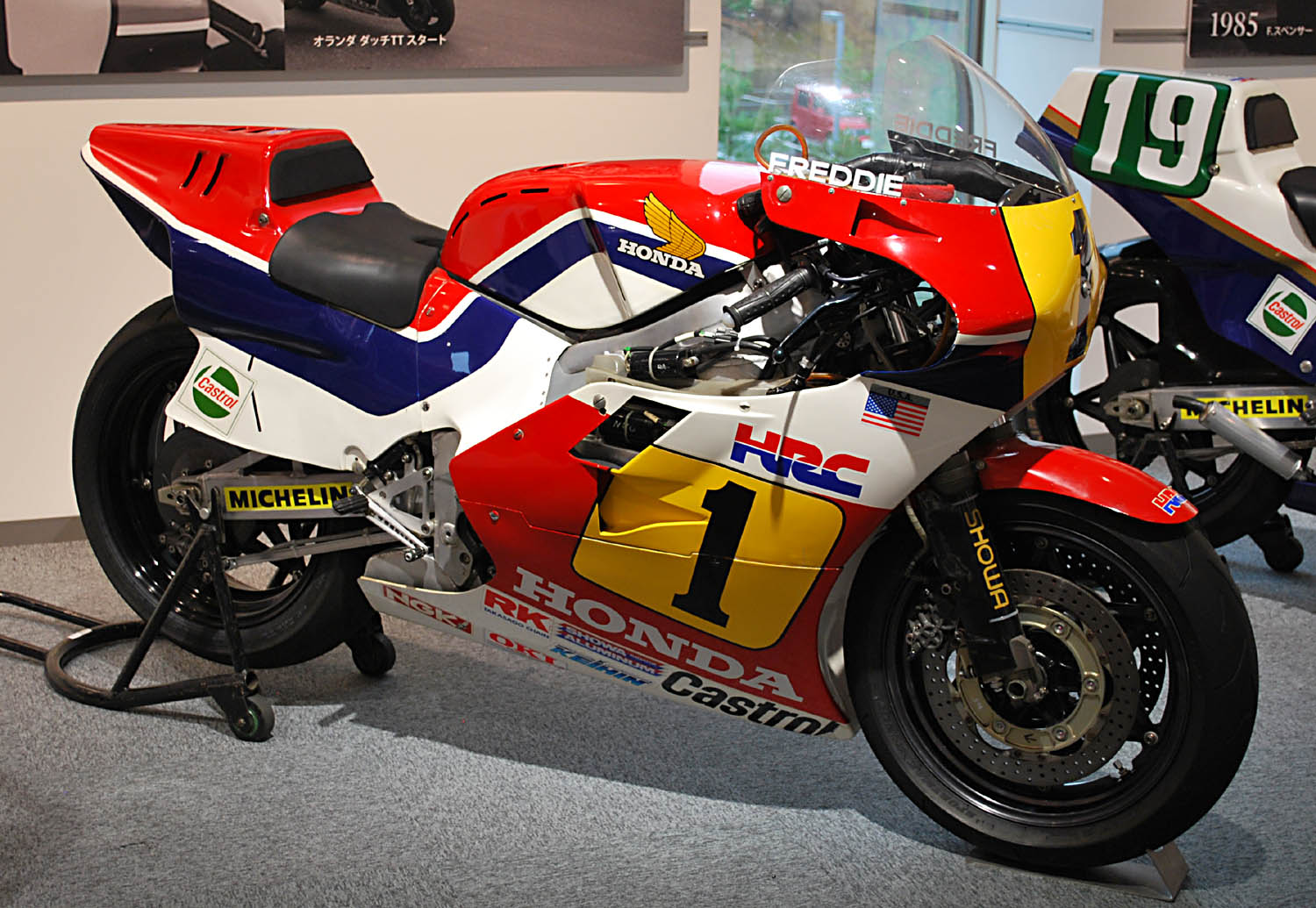
Dans le jeu Hang-On, Yu Suzuki veut reproduire la conduite de Freddie Spencer. Pour la borne, il veut donc en toute logique reproduire sa moto (ici, une moto Honda NSR 500 conduite par Spencer en 1984).

À cette époque, il existe déjà des bornes cockpit équipées de haut-parleurs procurant un effet surround, dans lesquelles le joueur peut s'installer pour jouer. Par exemple, les bornes environmental cabinets dans les pays anglophones comme Star Wars d'Atari ou Spy Hunter de Bally Midway sont déjà sur le marché. Cependant, celles-ci n'offrent aucun apport du point de vue du gameplay et le jeu ne diffère pas d'une borne assise à celui d'une borne en version verticale. Dès le début de la conception de Hang-On, Sega veut réaliser quelque chose de différent que le joueur puisse identifier immédiatement en rentrant dans les salles d'arcade. Les taikan de Sega, malgré l'existence de versions classiques en forme de borne verticale, constituent une avancée majeure dans le domaine des bornes deluxe et possèdent l'avantage du dynamisme et des mouvements qui augmentent le gameplay, l'immersion et l'attrait des joueurs. Si ces bornes sont uniquement jouables en solo, elles procurent néanmoins un effet immersif important.
Hang-On est commercialisé dans deux bornes de formes différentes. Une première borne est construite sous la forme d'un meuble d'arcade classique, équipée de la reproduction d'un guidon de moto. Cette version est équipée en plus d'une poignée d'accélérateur, d'un frein et de faux compteurs de vitesse. Cette borne connaît deux versions : une classique verticale à station debout ainsi qu'une seconde équipée d'un siège permettant de s'asseoir.
La version « deluxe » de la borne est atypique et inédite à cette époque. Elle est le résultat d'une conception assez rapide. Dans le jeu Hang-On, Suzuki veut reproduire la conduite de Spencer. Pour la borne, il veut donc en toute logique reproduire sa moto. C'est la reproduction en plastique d'une véritable moto de 500 cm3, sur laquelle le joueur monte, et qu'il peut faire bouger pour déplacer son avatar. Le joueur doit utiliser son poids pour faire incliner la moto sur la droite ou la gauche afin de faire déplacer de la même manière la moto à l'écran. Un détecteur transmet le degré d'inclinaison de la moto au système qui modifie la position de l'avatar à l'écran. L'accélération et le freinage s'effectuent au guidon grâce à la poignée d'accélérateur et de frein. Le guidon est fixe sur la moto et la direction ne peut se faire qu'en gérant l'inclinaison de la machine. Toutefois, cette borne n'intègre pas de système de retour de force mais seulement des ressorts replaçant l'engin en position verticale lorsqu'il est relâché. L'écran de jeu est directement intégré dans le tableau de bord de la moto. La borne de taille imposante est constituée d'une large base plane sur laquelle est fixée la reproduction de la moto de couleur rouge rappelant la marque de cigarette Marlboro. Sega veut réaliser un concept original et très accrocheur ; au départ, la moto doit être bleue, mais l'équipe opte pour le rouge, car la couleur est plus voyante. La borne mesure 2 mètres de long pour 1,6 mètre de large et la moto a elle-même une hauteur de 1,3 mètre. C'est un concept inhabituel en 1985 ; au-delà de son aspect immersif, cette borne en forme de moto fait partie intégrante du gameplay, puisque le joueur doit agir sur celle-ci en l'inclinant d'un côté ou de l'autre pour déplacer la moto. Suzuki estime que c'est un avantage : « les choses sortant du commun sont faciles à promouvoir ». Le gameplay des versions verticales et celui de la borne en forme de moto diffèrent en raison de la nature des contrôles. Sur les premières, le joueur fait bouger le guidon et bénéficie de plus d'amplitude que sur la réplique de la moto qui est plus difficile à bouger : si les bornes classiques permettent de faire tourner davantage l'avatar à l'écran, les pistes sont différentes sur la version taikan, avec des virages moins prononcés.

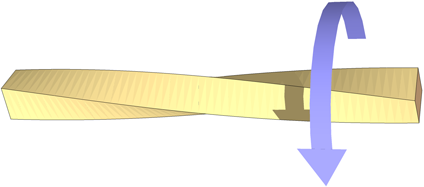
Au départ, l'équipe tente d'intégrer une barre de torsion pour imiter l'effet gyroscopique, mais les essais ne sont pas concluants car la moto s'avère peu contrôlable (ici, le schéma d'une barre de torsion).

Toutefois, le projet de départ de Suzuki concernant la borne était plus ambitieux. Pour reproduire le pilotage d'une moto, une barre de torsion lui est proposée au départ. C'est une sorte de barre équipée d'un système à ressort qui, lorsqu'elle est tournée, revient à sa position initiale quand elle est relâchée. Quand le pilote penche une vraie moto et accélère, la force gyroscopique la replace à la verticale. Suzuki tente donc d'adapter la barre sur la borne pour recréer cet effet. Mais les essais ne sont pas concluants et la moto s'avère assez peu contrôlable. L'équipe finit par opter pour de simples ressorts, laissant au joueur le soin de définir l'angle d'inclinaison de la moto,. Auparavant, Suzuki voulait intégrer un gyroscope qui pouvait capter et gérer la position angulaire afin de pouvoir recréer l'effet que la force gyroscopique produit sur l'inclinaison de la moto. Mais cette option est abandonnée en raison des coûts qu'elle aurait engendrés. En conséquence, Sega refuse la production d'une borne utilisant cette option. Néanmoins, ce concept est par la suite repris dans la borne gyroscopique R360, notamment pour le jeu G-LOC: Air Battle. Dans une interview de 1988, Suzuki indique que le coût des  bornes taikan est confidentiel mais précise qu'il dépasse largement celui d'une borne traditionnelle. De la sorte, cette technique des simples ressorts exclut une expérience véritable de conduite de moto. Lors d'une interview pour le magazine Famitsu en 2016, Suzuki confirme la rumeur selon laquelle il désirait ajouter un vrai moteur dans la borne afin de recréer les sons de la moto, mais l'idée est abandonnée faute de pouvoir gérer les problématiques d'échappement de gaz. En outre, Suzuki veut recréer une moto identique à celle en compétition GP500, à la même échelle. Mais elle est trop large et l'adaptation en borne s'avère impossible. Suzuki est obligé de réduire la largeur, de sorte qu'il soit plus facile de monter dessus,. Il a de nombreuses autres idées qui ne seront finalement pas intégrées. Par exemple, il veut recréer les vibrations de la moto à l'aide d'un dispositif, mais il s'avère que celles-ci auraient pu nuire au système d'arcade et aux éléments de la borne. À la place, l'équipe place de gros haut-parleurs de 25 cm de diamètre qui génèrent quelques vibrations,. Suzuki envisageait également d'implémenter un ventilateur soufflant vers le visage du joueur afin de simuler la vitesse.

### Musiques
Selon Yu Suzuki, Hang-On est le premier jeu Sega dans lequel figure une vraie musique en fond sonore. À cette époque, les jeux comportent des mélodies principalement composées de bips sonores et les bornes sont équipées de haut-parleurs de petit calibre et d'amplificateur de quelques yens. Mais Suzuki fait évoluer et améliorer les capacités sonores dans ce jeu puis dans les succès suivants, comme Space Harrier ou Out Run, qui utilisent un son PCM. À cette époque, Sega ne possède même pas de division attitrée pour le son.
À la même période, Hiroshi Kawaguchi est un simple programmeur et travaille sur des jeux pour console Sega. Embauché récemment pour la qualité de ses capacités autodidactes sur VIC-1001, il travaille pour la première fois chez Sega pendant une semaine sur le jeu Girl's Garden sorti en 1984, aux côtés de Yuji Naka et Katsuhiro Hayashi. Musicien à titre personnel dans un groupe, cette information vient aux oreilles de Suzuki qui apprécie son style musical,. Ce dernier lui demande s'il est capable de composer des musiques pour son jeu, ce qu'il accepte. Ainsi, Hiroshi Kawaguchi, jusqu'ici assigné au service logiciel, se voit proposer de réaliser les musiques du jeu et compose avec Hang-On la première bande-son de sa carrière.
Kawaguchi préfère écrire ses musiques à la main car il n'a pas de vrai séquenceur, et il sent que cette méthode est beaucoup plus rapide pour lui. Il réalise une démo sur une cassette avec quatre pistes que le programmeur-son récupère pour les séquencer. Kawaguchi ne fait donc que composer la musique, puisque le séquençage est réalisé par un autre développeur. Ce séquençage consiste essentiellement à programmer des instructions « PLAY » en langage BASIC en utilisant des macros dans un assembleur.
À cette époque en 1985, peu de jeux d'arcade comportent une musique de style rock, et Kawaguchi décide de tirer parti de la totalité des capacités sonores du système pour offrir quelque chose de différent. Le système intègre une puce Yamaha YM2203 OPN (ja) et un jeu de puces personnalisées comportant 16 canaux de son PCM. Techniquement, Hang-On bénéficie d'un son FM qui en est à son balbutiement à cette époque en 1985 dans le domaine des jeux d'arcade,. Kawaguchi utilise également des échantillons de musique numérisée, notamment pour la batterie, dont Hang-On est le premier jeu d'arcade à en faire l'usage. Le son est produit par quatre gros haut-parleurs,.

## Commercialisation et versions

### Sortie en arcade

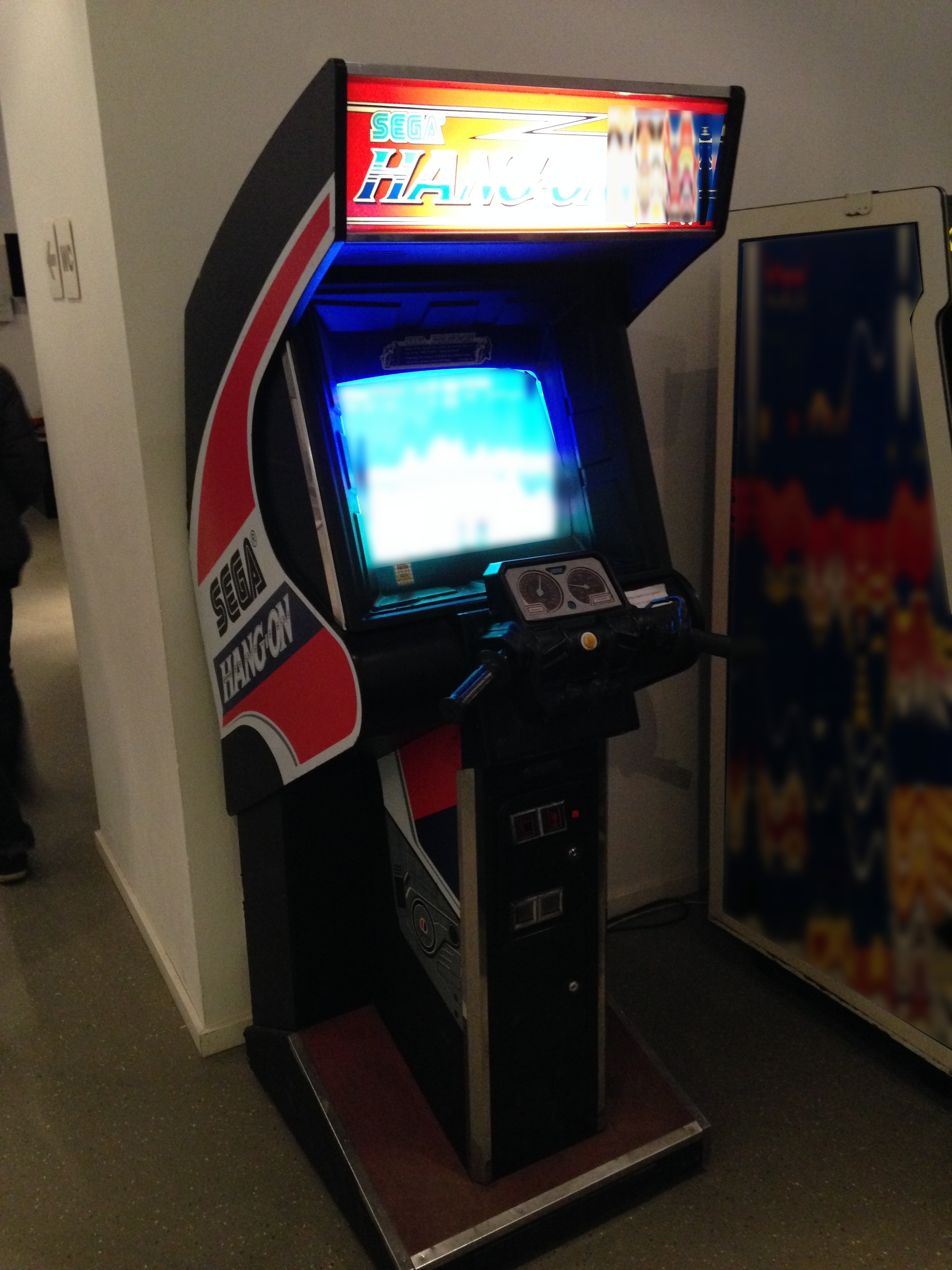
Borne d'arcade verticale de Hang-On.

Avant la sortie, certains commentaires laissent à penser que les joueurs ne voudront pas monter sur la moto à cause de la supposée timidité de la population japonaise,. Avant sa distribution à grande échelle, la borne est placée en test dans la salle d'arcade la plus populaire au Japon. Alors que Suzuki est en train d'observer en retrait les comportements, il voit les joueurs former un cercle autour de la borne. Dans un premier temps, personne n'ose jouer. Mais Suzuki indique qu'à un moment, « un joueur se lance et monte dessus et c'était parti : tout le monde voulait y jouer ». Suzuki rapporte qu'à la sortie de la borne au Japon, de longues queues de personnes se forment pour attendre leur tour pour jouer à Hang-On. Malgré les premières réticences, Suzuki dévoile que même des filles en minijupe n'hésitent pas à monter dessus, et déclare que le jeu a rendu les salles d'arcade au Japon « beaucoup plus vivantes »,. Hang-On sort en salle d'arcade en juillet 1985 au Japon,.
La borne deluxe crée quelques problèmes techniques. Certaines salles d'arcade ont du mal à fournir suffisamment de puissance électrique pour faire fonctionner la borne. Les entrées de certaines salles sont également trop petites pour laisser passer la borne imposante en forme de moto. Mais avant le lancement mondial, Sega résout tous ces petits problèmes, notamment en permettant le démontage du socle et de la moto.
Après la sortie au Japon, le jeu est présenté à l'AMOA Show de 1985 à Chicago. Suzuki y fait une démonstration. La borne reçoit un bon accueil à cette occasion, d'autant plus que Choplifter! monopolise une grande partie de l'attention— la version arcade du succès sorti sur ordinateur dont Sega Enterprises acquiert rapidement les droits auprès de Broderbund y est également présenté,. Les observateurs sont si impressionnés par la démonstration de Suzuki que certains d'entre eux lui demandent s'il n'est pas un pilote professionnel. La borne est officiellement lancée en octobre 1985 en Amérique du Nord, à San José devant les distributeurs américains et canadiens.

### Portages et autres versions
Malgré le succès du jeu en arcade, Hang-On connait assez peu de portages sur consoles et ordinateurs. Il est porté sur Sega Mark III au Japon où il est l'un des titres de lancement le 20 octobre 1985, puis en Occident sur la même console. En septembre 1987, il sort sur la Master System, également comme titre de lancement en Europe. Le jeu est également inclus dans de nombreuses versions de la console tous territoires confondus, sous forme de cartouche classique ou Sega Card, ou directement inclus dans la console,,,. Cette version est également commercialisée en 1986 dans deux compilations sur cette même console, l'une avec Astro Warrior (Hang-On and Astro Warrior) et l'autre avec Safari Hunt (Hang On and Safari Hunt). Ce portage bénéficie d'un gameplay rapide. Cependant un nouveau passage de vitesse à trois rapports est intégré au jeu. Par ailleurs, sur ce portage, la moto du joueur explose sur place lorsqu'elle est touchée par un concurrent et il n'y a plus de musique durant la partie. Chaque course alterne la piste, le bord de mer, le Grand Canyon, une ville la nuit, et à nouveau un circuit. Trois niveaux de jeu et huit courses sont proposés,,. Une deuxième adaptation sur une console 8 bits est exclusivement publiée sur SG-1000 en 1985 sous le titre Hang-On II bien qu'il s'agisse essentiellement d'un portage du jeu original modifié pour fonctionner sur la plate-forme beaucoup moins performante,. Ce portage est inférieur à la version Master System en termes de vitesse de gameplay, d'apparence et de qualité des contrôles, mais intègre les musiques en jeu.

Logo du jeu Hang-On Jr..

Le jeu est porté à nouveau en arcade en 1985 sous le titre Hang-On Jr. sur le System E de Sega dans une borne verticale standard, une plate-forme beaucoup moins performante que la version arcade originale et qui subit logiquement des concessions en termes de graphismes et de musiques. Ce système d'arcade est basé sur le matériel de la Master System et son processeur Z80. Cette version simplifiée du jeu original comporte cependant dix niveaux, cinq de base et cinq avancés, et intègre le système de passage de vitesse de la version Master System intégrée dans la console. Le jeu propose également la présence d'eau sur la piste qui peut éventuellement faire chuter la moto, et une séquence de fin animée.
Hang-On est porté en 1986 sur MSX par Pony Canyon, et sur PC-88 par Pax Electronica Japan.
Le jeu est également adapté sous forme de jeu électronique par Tiger Electronics en 1989,, ainsi que par Epoch en 2006, dans la série El-Spirits Retro.
Hang-On est adapté sur téléphone portable uniquement au Japon sur les modèles FOMA 904i lors de leur mise sur le marché en juin 2007. Le gameplay est simplifié, l'accélération et le freinage sont automatiques et le joueur dirige la moto en inclinant son téléphone du côté où il veut aller.

## Accueil

### Critiques de la version originale
Le concept de Hang-On est plutôt bien apprécié par la presse spécialisée lors de la sortie en 1985. Selon Computer and Video Games, Hang-On est un jeu de course « palpitant » et « le plus réaliste » étant sorti en arcade depuis longtemps (en 1985). Le magazine relève que la partie 50 pence peut être un peu chère, mais avec la pratique, cela permet de s'améliorer et d'augmenter les temps de jeu. Cependant, l'aspect le plus intéressant est la possibilité de pencher la moto physiquement pour faire déplacer l'avatar à l'écran. Le magazine juge que la pratique est assez physique puisque le joueur doit maintenir la moto dans une certaine position jusqu'à la fin de chaque virage. Il qualifie le concept de « génial », destiné aux mordus de vitesse, et le définit par des « graphismes superbes » dans le style de Pole Position, combinés avec la possibilité de monter sur une vraie moto et de la conduire. Selon le magazine français Arcades, cette version « a l'énorme avantage, ici, d'être pilotée sur la bécane, avec dans les mains, un véritable bracelet de compèt ». Pour Sinclair User, c'est un concept totalement nouveau, « une dimension totalement nouvelle dans le jeu vidéo » mais pourtant une « idée si simple ». Le magazine qualifie la borne d'« énorme machine étincelante ». Il précise que le jeu demande un peu de pratique, mais surtout, que le joueur doit placer ses pieds sur le sol, puis gérer l'angle en fonction de la piste et de la vitesse. Selon le magazine ACE, le succès du jeu en arcade repose aussi sur la fidélité de la simulation. Hang-On reste apprécié dès sa sortie par les joueurs grâce à sa borne en forme de moto, et c'est cet aspect inhabituel que les joueurs ont le plus retenu.

### Critiques de la versionMaster System
Le portage de Hang-On sur Master System est plutôt bien apprécié par la presse spécialisée lors de la sortie en 1985. Pour Tilt, la conversion s'avère réussie et de qualité. Les graphismes défilent à une vitesse élevée, et sont « agréables » et variés, notamment « lors du parcours urbain »,. Le magazine qualifie l'animation d'« anthologie », bien qu'il y ait « parfois des problèmes de superposition ». Les bruitages sont de qualité et bien réalisés, mais le magazine regrette l'absence de musiques durant le jeu. Tilt juge cependant la difficulté de jeu trop élevée et estime qu'une grande concentration est nécessaire. Malgré une certaine « répétitivité », le jeu « classique mais efficace » reste « l'un des plus attractif sur la console ». Selon Génération4, le jeu n'est qu'une adaptation du concept du jeu Pole Position à la moto. Le magazine juge les bruitages « très réalistes », l'effet de vitesse bien rendu, mais les graphismes « dépouillés ». Il le considère comme un « très bon jeu d'arcade [...], plus qu'une simple simulation sportive », et bien meilleur que ceux disponibles au même moment sur le marché. Selon le magazine ACE, le jeu est « passionnant » et « exigeant ». Le magazine note des graphismes assez similaires à la version originale mais regrette deux points précis mais « mineurs » : l'absence de l'animation lors des accidents remplacée par une simple explosion, et les éléments en bord de piste, plus gros et plus proches apparaissant de manière saccadée. Le magazine juge le jeu fluide, les commandes efficaces et le son irréprochable même s'il n'est pas au niveau de la version originale. Pour le magazine Arcades, Hang-On est l'un des plus beaux simulateurs de moto disponibles (en 1988) et n'a rien perdu à la conversion. Selon Computer and Video Games, le jeu est une « bombe absolue », une conversion « fluide », « bourrée d'action ». Le magazine conclut sa chronique en indiquant que le jeu est un incontournable pour les amateurs de jeux de course,.

### Ventes

Logo de Hang-On également utilisé, emblématique de la série.

Les ventes des différentes versions de la borne au Japon restent mitigées. Selon Steven Kent, auteur d'un livre sur l'histoire du jeu vidéo en 2000, si Hang-On est un succès en arcade, la version cartouche du jeu, qui ne parvient pas réellement à capturer l'essence de cette version, est beaucoup moins populaire et se vend moins qu'un jeu comme Super Mario Bros.,. Mais Sega est ravi de la réussite des deux versions de la borne en Amérique du Nord. De plus, de par son intégration dans des bundle avec la console Master System, Hang-On favorise les ventes de la console. Dès sa présentation en Amérique du Nord en octobre 1985, la borne est achetée à plusieurs centaines d'exemplaires au prix unitaire de 4 495 dollars, un prix marquant un nouveau record pour une borne d'arcade, mais que certains observateurs jugent par la suite plutôt bas, au vu du succès de la borne. Aux États-Unis, Hang-On, tout comme la version arcade de Choplifter!, permet à Sega Enterprises USA d'atteindre des niveaux inégalés seulement six mois après sa création et de réellement se lancer,. Auprès du public, l'engouement est identique à celui des professionnels. Dès les location tests, des phases de tests, le jeu connaît un succès tel qu'il est joué sans discontinuité. Les dirigeants de Sega Enterprises USA rapportent que 70 % des responsables de salles règlent le montant de la partie de la borne verticale sur 50 cents ; ce prix est également répercuté sur la borne deluxe, le réglage d'usine, 75 cents, étant quasi systématiquement redescendu à 50. Le jeu est si populaire que Sega ne peut faire face à la demande. De nombreuses demandes concernent la version verticale de la borne, mais l'usine de Sega à Tokyo a du mal fournir les quantités nécessaires. Par ailleurs, la borne deluxe est exclusivement produite au Japon. Cependant, Sega passe un accord avec Williams Electronics Games pour qu'ils construisent dans leur usine de Chicago des bornes verticales afin d'alimenter le marché de la côte est américaine. Néanmoins, le nombre croissant de commandes oblige Sega à envoyer par avion des kits de conversions directement à ses distributeurs. Avec cinq jours d'avion depuis Tokyo, des livraisons arrivent tous les jours aux États-Unis.

## Postérité

### Importance et série
Par la création de Hang-On, Sega tente de concurrencer la position dominante de Namco dans le domaine des jeux de course. Mais après la sortie du jeu, force est de constater que les rapports de force ne changent pas suffisamment, si bien que Sega se lance dans d'autres jeux de conduite, notamment Out Run dès l'année suivante, en 1986. C'est seulement avec la suite Super Hang-On sorti en 1987, et notamment par ses versions Atari ST et Amiga), que Sega peut compter parmi les meilleures entreprises créatrices de simulation de conduite. Hang-On est le premier jeu d'une longue série de succès en arcade développés par Sega-AM2, comme Space Harrier, Out Run et After Burner. Lors d'une rétrospective sur l'histoire de Sega parue en 2009, IG Magazine qualifie ces jeux de « hits incontournables ». Selon Retro Gamer, grâce à la conception de « succès » comme Space Harrier, mais aussi grâce à Hang-On qui a « radicalement modifié l'image de Sega », Yu Suzuki réussit à se hisser à l'avant-garde du développement dans le secteur du jeu d'arcade dès la fin de l'année 1985. Pour ce dernier, Hang-On est le jeu le plus important des taikan qu'il a créé dans la mesure où il a révolutionné le genre à cette époque. Selon ACE, Hang-On a modifié le genre : « les jeux vidéo de motos ne sont plus les mêmes » depuis sa sortie.
Hang-On marque un point de repère et le début d'une nouvelle ère chez Sega, tant sur le point sonore qu'au niveau de l'interactivité entre le joueur et la borne. Le jeu met également en place des standards que d'autres entreprises tentent d'imiter avec plus ou moins de succès. C'est aussi une nouvelle ère de profits pour l'entreprise Sega qui enregistre une progression des ventes pour cette borne, mais aussi pour celles qui suivent. De plus, de par son intégration dans des bundle avec la console Master System, Hang-On favorise les ventes de la console. Hang-On est apprécié dès sa sortie par les joueurs à cause de sa borne en forme de moto, et c'est cet aspect inhabituel que les joueurs retiennent le plus. Après Hang-On, Sega crée d'autres bornes que le joueur doit piloter au lieu d'utiliser simplement les classiques joystick et boutons. Cette série de bornes est appelée taikan : ce sont encore des succès à l'instar des bornes Out Run et After Burner. Taikan signifie « body sensation » en anglais, soit « sensation corporelle » en français. Hang-On est aussi le début du renouveau pour les salles d'arcade japonaises qui, à cette époque, ne sont pas bien fréquentées,.
Hang-On est également considéré comme un classique pour ses qualités immersives et sa bande-son, composée par Hiroshi Kawaguchi. C'est le premier jeu d'arcade à faire l'usage d'échantillons de musique numérisés de batterie. Issu de la bande-son, le thème Theme of Love permet à Kawagushi de devenir l'un des musiciens les plus renommés de l'entreprise Sega. Ce succès lui permet d'abandonner la programmation pour se consacrer à la composition. Il travaille par la suite sur les bandes-sons de nombreux jeux, notamment sur les taikan de Suzuki. Il fait par la suite partie du groupe musical de Sega, Sega Sound Team, qui fait régulièrement la promotion des produits de l'entreprise. Par la suite, Suzuki reprend le même schéma dans ses futures créations consistant à conserver une bande-son réduite en termes du nombre de pistes mais qualitative, plutôt que d'en proposer une beaucoup plus fournie mais facilement oubliable.
Hang-On marque le début d'une série de jeux. Une première suite est publiée en 1987 en arcade sous le titre Super Hang-On, ainsi que sur deux autres systèmes d'arcade Sega en 1987 puis en 1989. Cette version apporte plusieurs nouveautés : le choix du nombre de courses en fonction du niveau de difficulté choisi, de meilleurs graphismes, notamment par un changement de décor moins brutal entre les niveaux, et une bande-son améliorée. Il intègre également un nouveau bouton turbo qui peut être activé à grande vitesse. Ce jeu paraît sur console Sega et sur de nombreux ordinateurs personnels durant les années qui suivent,. Une dernière suite, entièrement en trois dimensions, Hang On GP '96 (Hang-On GP '95 au Japon et Hang-On GP aux États-Unis), est commercialisée sur Sega Saturn en 1995,.

### Réédition, adaptation
La version arcade est disponible dans Shenmue et Shenmue II respectivement sortis sur Dreamcast en 1999 et 2001, sous forme de mini-jeu dans une salle d'arcade virtuelle,, et incluent tous deux la possibilité de gagner des motos miniatures sous forme de gashapon,. Le jeu est également inclus dans la compilation Yu Suzuki Game Works Vol. 1 aux côtés des jeux After Burner II, Out Run, Power Drift et Space Harrier. Ce GD-ROM Dreamcast est livré avec le livre Yu Suzuki Game Works Vol. 1, retraçant la carrière de Yu Suzuki, uniquement commercialisé au Japon en 2001,. Dans Sonic and All-Stars Racing Transformed, Ryo Hazuki pilote la borne d'arcade du jeu original en forme de moto durant les parties aquatiques d'une course. Dans Daytona USA, si le joueur s'enregistre sous le pseudonyme « H.O » (Hang-On) dans la liste des high score, le thème principal de Hang-On est joué,.
En 1987, la compilation Sega Taikan Game Special parue au Japon regroupe les bandes-son de quatre taikans de Sega dont Space Harrier, Out Run et After Burner, et une piste de celle de Hang-On,. En 1997, la bande-son est publiée au Japon en 1997 conjointement à celle de Space Harrier sous le titre Yu Suzuki Produce: Hang-On / Space Harrier. La bande-son est publiée en avril 2013 dans le monde entier dans une compilation regroupant les pistes des différents jeux de la franchise sous le titre Super Hang-On: 20th Anniversary Collection. La compilation est à l'origine sortie uniquement au Japon en juillet 2007 pour commémorer les 20 ans du lancement de la série,.

### Ressource primaire
1. ↑  (ja) « El-Spirits: Retro », sur Epoch, 2007.

### Interviews
1. ↑  (en) « SG-1000: Q&A with Yu Suzuki », Retro Gamer, no 163,‎ décembre 2016, p. 61.
2. 1 2 3 4 5 6 7 8 9 10 11 12 13 14 15 16 17 18  (ja) SKIPCITY Channel, « Yu Suzuki Interview - Childhood - SEGA - Arcade Games - Game Creation » [vidéo], sur YouTube, 1er décembre 2016.
3. 1 2 3 4 5 6  (en) James Mielke, « The Disappearance of Yu Suzuki: Part 1 », sur 1UP.com, 2012, p. 2-3.
4. 1 2 3  (en) « After Burner II - Interview », sur Shmuplations, 1988, 1996.
5. 1 2 3 4 5 6 7  (ja) 馬波レイ, « 『3Dパワードリフト』配信記念！　鈴木裕x堀井直樹スペシャル対談　温故知新、レトロなセガを知るとゲームの進化が見えてくる…… », sur Famitsu,‎ 2 novembre 2016.
6. 1 2 3 4  (ja) « Game Music Core: Special Interview », sur Game Music Core, mars 2009.

### Ressources secondaires
1. 1 2  (de) « Virtua Fighter PC: Enter the Dragon », PC Games,‎ juillet 1996, p. 37.
2. 1 2 3 4 5 6 7 8 9 10 11 12 13 14 15 16 17 18 19 20 21 22 23 24 25 26 27 28 29 30 31 32 33 34 35 36 37 38 39 40 41 42 43 44 45 46 47 48 49 50 51 52 53 54 55 56 57  Ken Horowitz, Hang-On (U.S.-October 1985), p. 92-97.
3. 1 2 3 4 5 6 7 8 9 10 11 12 13 14 15 16 17 18 19 20 21 22 23 24 25 26  Benjamin Berget, 4. Hang-On (1985), p. 72-77.
4. 1 2 3 4 5 6 7 8  (en) « Arcade Action: Hang-On », Computer and Video Games, no 50,‎ décembre 1995, p. 89.
5. 1 2 3 4 5 6 7 8 9 10 11 12 13 14 15  (en) « Hang-On », Retro Gamer, no 6,‎ juillet 2004, p. 36-37.
6. 1 2 3 4  « Hangon », Arcades, no 7,‎ avril 1988, p. 109.
7. 1 2 3 4 5  « Hang On », Generation 4, no 1,‎ dernier trimestre 1987, p. 30.
8. 1 2 3 4 5  (en) « Sega System Review: Hang On », Computer and Video Games, no 71,‎ septembre 1987, p. 77.
9. 1 2 3 4  (en) « Sega System Review: Hang On », Computer and Video Games, no 77,‎ mars 1988, p. 121.
10. 1 2 3  (es) « Softactualidad: Hang-On », Input Micros, no 25,‎ juin 1988, p. 20-22.
11. 1 2 3  Ken Horowitz, Choplifter (October 1985), p. 89-92.
12. ↑  Hiroshi Suzuki, Chapter 2, p. 32.
13. ↑  Ken Horowitz, Sega Enters a New Era (1984-1985): Ninja Princess/Sega Ninja (March 1985), p. 81-84.
14. 1 2 3 4  (en) « The Making-Of: Out Run », Retro Gamer, no 54,‎ août 2008, p. 26-33.
15. 1 2 3 4 5 6 7 8 9 10 11 12 13 14 15  (en) Martin Robinson, « Out Ran: Meeting Yu Suzuki, Sega's original outsider », sur Eurogamer, 22 mars 2015.
16. ↑  Michel Turco, « On l'appelait "E.T." », L'Équipe,‎ 15 août 2013.
17. ↑  (en) Henry Ray Abrams, « Fastest Freddie  », American Motorcyclist, vol. 37, no 11,‎ novembre 1983, p. 16-19.
18. ↑  O.P., « Marquez dans l'histoire », sur L'Équipe, 10 novembre 2013.
19. 1 2  (en) « Nothing Compares to Yu », Next Generation, no 11,‎ novembre 1995, p. 6-10.
20. ↑  (ja) Épisode Nintendo (Super Mario The Lost Levels), dixième épisode de la première saison de la série GameCenter CX..
21. 1 2 3 4 5 6  Ken Horowitz, A Second Arcade Golden Age (1985-1988), p. 98-100.
22. ↑  (en) « Hang-On », sur Gaming-History.
23. 1 2 3 4  (en) « The Arcade Coin-Op Giants for 1987 », Sinclair User, no 59,‎ février 1987, p. 94-95.
24. 1 2 3 4 5 6  (en) « Coin-Op Capers: Super Hang-On », Retro Gamer, no 77,‎ mai 2010, p. 74-81.
25. ↑  Kieren Hawken, Hang-On.
26. 1 2 3 4 5 6  « Hang-On », Tilt, no 46,‎ octobre 1987, p. 44.
27. 1 2 3 4 5  « Hang-On », Tilt, no 49,‎ décembre 1987, p. 98-99.
28. ↑  (en) « Whither Sega Master System? », Digital Press, no 22,‎ novembre-décembre 1994, p. 24.
29. ↑  (en) « Like the Old Days », Computer Entertainer, vol. 5, no 4,‎ juillet 1986, p. 1.
30. ↑  (en) « SG-1000 », Retro Gamer, no 163,‎ décembre 2016, p. 56-61.
31. ↑  (ja) « 『PC88用ソフト　ハングオン HANG ON （SEGA）1986年 #前編』 », sur コオロギ養殖のブログ（レトロＰＣルーム）,‎ 11 juillet 2014.
32. ↑  (en) « Grand-Stand Games », Raze, no 3,‎ noël 1990, p. 73.
33. ↑  (en) « Video Excitement in the Plam of your Hand », Computer and Video Games, no 113,‎ avril 1991, p. 37.
34. ↑  (en) « Our Man in Japan », The Games Machine, no 22,‎ septembre 1989, p. 69.
35. ↑  (ja) « セガ、FOMA 904iに対応しアーケードの操作性を再現。「ハングオン (Hang-On)」 », sur Game Watch,‎ 23 avril 2007.
36. 1 2 3 4  (en) « Hang-On - Sega », ACE, no 1,‎ octobre 1987, p. 20.
37. ↑  Steven L. Kent 2001, The Seeds of Competition: The Battle, p. 306.
38. ↑  Steven L. Kent 2001, The Seeds of Competition: An Old Competitor, p. 304.
39. 1 2  Sam Pettus et al. David Chen, Mastertronic, p. 409.
40. 1 2  Ken Horowitz, Sega Enterprises USA (1985), p. 86-88.
41. ↑  (en) « Hang on GP '95 », Edge, no 25,‎ octobre 1995, p. 34.
42. ↑  « La fabuleuse histoire de Sega », IG Magazine, no 1,‎ mars 2009, p. 202.
43. ↑  (en) « Hang-On - Sega », ACE, no 1,‎ octobre 1987, p. 25.
44. ↑  Benjamin Berget, 1. La philosophie des Taikan, p. 67-71.
45. ↑  (en) Matt Fox, The Video Games Guide : 1,000+ Arcade, Console and Computer Games, 1962-2012, McFarland, 2013, 416 p. (ISBN 9780786472574, lire en ligne), « Super Hang-On », p. 285.
46. ↑  « Speedy Gonaltest: Super Hang On », Consoles +, no 53,‎ avril 1996, p. 144.
47. ↑  (en) « Hang on GP '95 », Computer and Video Games, no 170,‎ janvier 1996, p. 56-57.
48. ↑  « Gameplay Shenmue : Salle d'arcade », sur Jeuxvideo.com, 8 décembre 2009.
49. ↑  Romendil, « Test Shenmue 2 », sur Jeuxvideo.com, 29 novembre 2001.
50. ↑  (en) Matthew Reynolds, « Shenmue Capsule Toy list - where to find every gacha toy », sur Eurogamer, 28 août 2018.
51. ↑  « Shenmue II », Joypad, no 112,‎ octobre 2001, p. 100-106.
52. ↑  (ja) « 鈴木裕ゲームワークス », sur Famitsu.
53. ↑  Puyo, « Les grands classiques Sega de retour », sur Gamekult, 10 juin 2002.
54. ↑  Boulapoire, « Sonic & All-Stars Racing Transformed va à Ryo », sur Gamekult, 2 janvier 2014.
55. ↑  (en) « The Making of: Daytona USA », Retro Gamer, no 184,‎ août 2018, p. 20-29.
56. ↑  (en) « Daytona USA », sur Gaming-History.
57. ↑  (en) « Sound & Vision », S: The Sega Magazine, no 8,‎ juillet 1990, p. 35.
58. ↑  (en) « Yu Suzuki Produce: Hang-On / Space Harrier », sur VGMdb.
59. ↑  (en) « Yu Suzuki Produce: Hang-On / Space Harrier », sur VGMdb.
60. ↑  (ja) « 「ハングオン」シリーズのサントラがiTunesなどで配信。ボーナストラックも », sur 4gamer.net,‎ 25 avril 2013.
61. ↑  (en) « 『ハングオン』シリーズのサウンドトラックを世界に先駆けて配信開始！ », sur Famitsu,‎ 25 avril 2013.